# Ekomodernizm
Ekomodernizm, ekopragmatyzm, pragmatyzm środowiskowy – filozofia środowiskowa która twierdzi, że rozwój technologiczny może chronić przyrodę i poprawiać dobrobyt ludzi poprzez decoupling, tj. poprzez oddzielenie wzrostu gospodarczego od wpływu na środowisko.
Dyskurs ekomodernistyczny jest jednym z podstawowych dyskursów antropocenu.

## Historia
Jako początek nurtu ekomodernistycznego podaje się zwykle opublikowanie Manifestu ekomodernistycznego think-tanku Breakthrough Institute w kwietniu 2015 r. Za napisanie manifestu odpowiadało 18 badaczy i aktywistów oraz aktywistek, w tym m.in. Ted Nordhaus czy Michael Shellenberg - założyciele think-tank'u, a także John Asaf-Adjaye – australijski ekonomista zajmujący się tematyką zmiany klimatu, Ruth de Vries - badaczka zrównoważonego rozwoju, Mark Sagoff - filozof i badacz enwironmentalizmu oraz David W. Keith - fizyk zajmujący się geoinżynierią. Dwaj pierwsi już wcześniej w swojej książce z 2007 r. alarmowali o znaczącym "wypaleniu" refleksji prośrodowiskowej.

## Opis
Manifest ekomodernistyczny postuluje:

Dobry antropocen wymaga wykorzystania przez ludzi ich rosnących zdolności społecznych, ekonomicznych i technologicznych w celu poprawy jakości ludzkiego życia, stabilizacji klimatu i ochrony środowiska naturalnego.

Głównym założeniem ekomodernizmu jest wzmożony wzrost gospodarczy przy jednoczesnym wzroście prośrodowiskowym, przy założeniu, że oba one się nie wykluczają. Docelowo miałoby to prowadzić do decouplingu, czyli sytuacji, w której gospodarka może rozwijać się bez ograniczeń przy jednoczesnym braku wywierania presji środowiskowej. Z tego powodu ekomodernizm popiera wprowadzanie nowych technologii niskoemisyjnego pozyskiwania energii, jak np. zastępowanie elektrowni węglowych elektrowniami atomowymi. Ekopragmatycy wierzą, że intensywność eksploatacji lądów, lasów i zasobów naturalnych może osiągnąć szczyt i zacząć spadać jeszcze w XXI w.

### Polityka klimatyczna
Ekomodernizm przedstawia zmiany klimatyczne jako wyzwanie wymagające rozwoju technologii. Nie określa ich mianem "największego źródła zmartwień cywilizacji". Jednocześnie ekomoderniści biorą pod uwagę to, że zielona transformacja w energetyce nie zajdzie jednostajnie na całym świecie i przyzwalają na tymczasowe wdrażanie energetyki opartej na paliwach kopalnych w krajach eksploatowanych, takich jak Bangladesz, na rzecz poprawienia jakości życia. 

### Gospodarka
Ekopragmatycy opowiadają się za interwencjonizmem państwa na rynku. W swoim założeniu ekomodernizm nie mówi o radykalnej redukcji konsumpcji, ale zrównoważony, kontrolowany postwzrost oraz przejście do gospodarki stanu stacjonarnego. 

### Człowiek
Ekomodernizm traktuje ludzkość jako jednolitego aktora (w rozumieniu teorii aktora-sieci).

## Krytyka
Ekomodernizm spotkał się z ogromną krytyką wśród badaczy społecznych i przyrodniczych. 
Ekomodernizm był krytykowany za niedostateczne rozpoznanie tego, co według Holly Jean Buck, adiunkta środowiska i zrównoważonego rozwoju, jest wyzyskującym, brutalnym i nierównym wymiarem modernizacji technologicznej. Socjolożka Eileen Crist, emerytowana profesor nadzwyczajna, zauważyła, że ekomodernizm opiera się na zachodniej filozofii humanizmu bez względu na "wolności nieludzkie". W maju 2015 r. osiemnaścioro badaczy z różnych dziedzin zajmujących się ekologią opublikowało Odpowiedź zwolenników postwzrostu na Manifest ekomodernistyczny. W dokumencie manifest ekomodernistów określono jako technofilski i quasi-imperialistyczny. Zdaniem krytyków autorzy manifestu prezentują brak zrozumienia wobec skutków ekonomicznych i ekologicznych procesów industrializacji, uprzemysłowienia i urbanizacji.
Dodatkowo, ekopragmatycy pewne fakty przemilczają na swoją korzyść. Przykładowo, manifest wspomina o tym, że trzy czwarte całej deforestacji miało miejsce przed rewolucją przemysłową, ale nie wspomina, że w okresie przed rewolucją przemysłową zajęła ona ludzkości aż 200 tysięcy lat, a  pozostałe 25% - zaledwie 250 lat. Ponadto, manifest popiera rolnictwo przemysłowe oparte na monokulturach, nie mówiąc o tym, że w skali masowej jest ono niepodtrzymywalne ani nie wspominając skutków stosowania pestycydów i organizmów modyfikowanych genetycznie, ignorując zjawiska takie jak spekulacja towarami rolniczymi na rynkach papierów wartościowych czy politykę subsydiowania rolnictwa przez kraje bogate.
W pracach naukowych nie ma żadnych dowodów potwierdzających zjawisko decouplingu. Ekomodernizm, w przeciwieństwie do innych dyskursów, np. postwzrost, nie zakłada znaczącej redukcji konsumpcji w celu zażegnania kryzysu klimatycznego, a znany paradoks Jevonsa mówi, że każdy wzrost wydajności energetycznej wiąże się ze wzrostem konsumpcji.